# Tuvalu (film)
Pour les articles homonymes, voir Tuvalu (homonymie).
Pour plus de détails, voir Fiche technique et Distribution.
Tuvalu est un film allemand réalisé par Veit Helmer, sorti en 1999.

## Fiche technique
- Titre : Tuvalu
- Réalisation : Veit Helmer
- Scénario : Veit Helmer, Michaela Beck et Lyudmila Merdzhanska
- Production : Veit Helmer
- Musique : Goran Bregović et Jürgen Knieper
- Photographie : Emil Hristow
- Montage : Araksi Muhibyan
- Décors : Alexander Manasse
- Costumes : Boriana Mintcheva
- Pays d'origine :  Allemagne
- Format : Couleurs/Noir et blanc - 2,35:1 - Dolby Digital - 35 mm
- Genre : Comédie dramatique, romance et expérimental
- Durée : 101 minutes
- Dates de sortie :
  - Argentine : 19 novembre 1999 (Festival de Mar del Plata)
  - Allemagne : 22 juin 2000
  - France : 22 novembre 2000
  - Suisse : 26 mai 2000 (Festival international du film fantastique de Neuchâtel 2000)
  - Suisse : 21 décembre 2000 (région germanophone)

## Distribution
- Denis Lavant : Anton
- Chulpan Khamatova : Eva
- Philippe Clay : Karl
- Terrence Gillespie : Gregor
- Catalina Murgea : Martha
- E.J. Callahan : Inspecteur
- Djoko Rosic : Gustav

## Récompenses
- 2000 : Festival international du film fantastique de Neuchâtel : Prix du Jury